# Rob van Soest

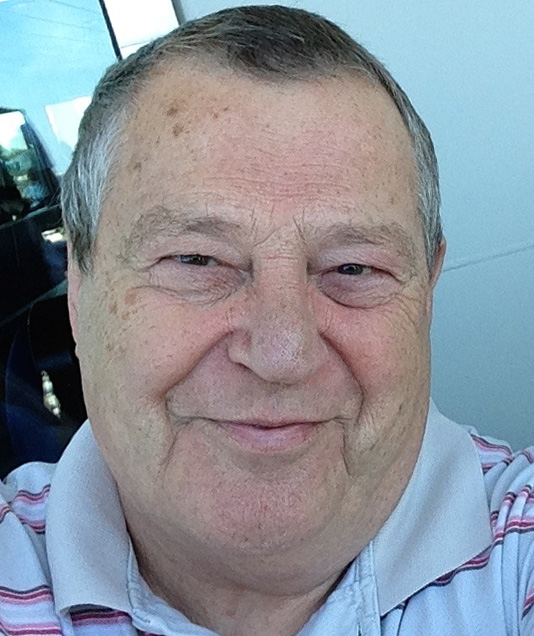

Robertus Wilhelmus Maria (Rob) van Soest (1946) is een Nederlands marien bioloog. Hij is als onderzoeker verbonden aan het Naturalis Biodiversity Center en als docent aan de Universiteit van Amsterdam. Samen met de Australische mariene bioloog John Hooper heeft Rob van Soest Systema Porifera: A Guide to the Classification of Sponges geschreven, een boek dat geldt als het standaardwerk  voor de classificatie van Porifera (Sponsdieren).
Rob van Soest houdt zich in zijn dagelijks werk bezig met het ontdekken, ordenen en de biogeografie van Sponsdieren. Daarnaast is hij ook hoofdredacteur van de World Porifera Database (WPD).